# Dorippe frascone
Espèce
Dorippe frascone, ou « crabe porte-oursin », est une espèce de petit crabe dans la famille des Dorippidae qui fut décrite par J.F.W. Herbst en 1785. Il s'en trouve dans l'Océan Indien et en Mer Rouge, jusqu'à la Mer de Chine et l'Australie. Il se caractérise notamment par son étonnante relation symbiotique avec plusieurs espèces d'oursins, qu'il porte sur sa carapace pour se protéger lors de ses déplacements à découvert.

## Description
Le crabe porte-oursin a une couleur rose brunâtre, et une carapace qui se couvre facilement d'algues qui lui servent de camouflage ; celle-ci grandit jusqu'à un diamètre d'environ 5 cm. Il a des yeux érigés, une carapace arrondie et des pattes longues et minces. Il utilise seulement ses deux premières paires de pattes pour la locomotion parce qu'il se sert des troisième et quatrième paires pour saisir un animal protecteur qu'il emmène sur son dos lors de ses déplacements, principalement des oursins à longues épines (comme Astropyga radiata). 
D'un point de vue morphologique comme comportemental, il est proche du « crabe à méduse » (Ethusa spp.) mais en est facilement distingué par le type d'invertébré transporté.

## Distribution
On trouve Dorippe frascone en Mer Rouge et au large de la côte de l'Afrique orientale jusqu'au Mozambique, et dans l'Océan Indien jusqu'en mer de Chine, Indonésie et littoral ouest de l'Australie.

## Écologie
Le crabe porte-oursin est nommé ainsi en raison de son habitude de porter un oursin sur son carapace. Celui-ci est souvent un « oursin rouge » (Astropyga radiata) ou un oursin diadème (Diadema setosum, Diadema savignyi). Tous ces oursins de la famille des diadematidae sont pourvus de longues épines venimeuses, et peuvent fournir une bonne protection au crabe en réduisant le risque de prédation par des poissons, tout en n'étant pas trop lourds à porter car les épines de ces espèces sont creuses. De son côté, l'oursin y gagne en mobilité, le crabe le transportant vers d'autres zones d'alimentation. Des individus même grands et mobiles se soumettent passivement au transport de cette façon.